# Zona de barracons de l'Exèrcit Republicà
La Zona de barracons de l'Exèrcit Republicà és una obra de Pujalt (Anoia) protegida com a Bé Cultural d'Interès Local.

## Descripció
Es tracta d'un conjunt d'habitatges bastits en dues terrasses diferents de la cara nord del turó on s'albergaven els soldats del campament. El conjunt queda delimitat per dos accessos per vehicles, als que s'accedia des del camí que comunicava les diferents terrasses construïdes i ocupades al turó. A l'entrada del campament, aïllat de la resta, hi havia un barracó situat al costat de l'accés occidental i posteriorment se'n van bastir d'altres de millor qualitat constructiva. Actualment trobem vestigis de la fonamentació de les barraques i de les estructures de sanejament, amagades entre la vegetació.
A la primera terrassa hi ha restes de vuit barracons. Hi ha restes d'escales que servien per accedir d'una terrassa a una altra. Hi ha restes de latrines. A la segona terrassa caldria fer una intervenció arqueològica per saber el nombre de barracons que hi havia.

## Història
Durant la guerra civil de 1936-39 s'instal·là a Pujalt la base d'instrucció militar del 18è cos d'exercit republicà.